# Хедвиг и злосчастный дюйм (фильм)
«Хе́двиг и злосча́стный дюйм» (англ. Hedwig and the Angry Inch) — американский комедийно-драматический фильм по одноимённому мюзиклу режиссёра Джона Кэмерона Митчелла о вымышленной рок-н-ролльной группе во главе с транс-женщиной-эмигранткой из Восточной Германии.

## Сюжет
Хансл Шмидт — восточногерманский подросток со сложной гендерной идентичностью, который любит философию и рок-музыку. Когда ему исполняется 26 лет, он встречает американского солдата Лютера Робинсона. Лютер влюбляется в Хансла, и они решают пожениться. Этот план позволит Ханслу оставить коммунистическую Восточную Германию, переехать на капиталистический Запад и осуществить свою мечту. Однако по закону для вступления в брак пара должна состоять из мужчины и женщины. Мать Хансла даёт сыну своё имя и паспорт и находит доктора, который подпольно делает ему кустарную операцию по перемене пола. Операция проходит неудачно, оставив Хансла (теперь Хедвиг/Ядвигу) с сантиметровым отростком между ног — «злосчастным дюймом», что, впрочем, не помешало ему вступить в брак.
Новобрачные уезжают жить в штат Канзас, США. Но в первую же годовщину свадьбы Лютер бросает Хедвиг ради молодого любовника. В этот же день объявляют о падении Берлинской стены и воссоединении Германии.
Оправившись от удара, Хедвиг создаёт музыкальную группу и начинает осуществлять свою мечту. Её ждут взлёты, падения и предательства.
В фильме много метафоричных и философских образов. Так Хедвиг часто обращается к речи Аристофана из «Пира» Платона. Этот миф, пересказанный Хедвиг в песне «Происхождение Любви», повествует о том, что человеческие существа раньше были круглыми, двулицыми, четырёхрукими и четырёхногими, но разгневанные боги разорвали этих исходных существ на две части, оставив отделённых людей с пожизненной тоской по их другой половине.

## Награды
Фильм — призёр многочисленных кинонаград:
- 2001 Берлинский международный кинофестиваль, премия Тедди — лучший художественный фильм
- 2001 Кинофестиваль Сандэнс — Приз зрительских симпатий; Режиссёрская премия
- 2001 Золотой глобус за лучшую мужскую роль в комедии или мюзикле
- 2001 Национальный совет кинокритиков США — Лучший режиссёрский дебют — Джон Кэмерон Митчелл
- 2001 Gotham Awards — Open Palm Award (Лучший дебют режиссёраr) — Джон Кэмерон Митчелл
- 2002 Independent Spirit Awards — nominated for Best Cinematography (Frank G. DeMarco), Best Director (John Cameron Mitchell), Best Feature, Best First Screenplay (John Cameron Mitchell), and Best Male Lead (John Cameron Mitchell)
- 2001 Los Angeles Film Critics Association Awards — New Generation Award — Джон Кэмерон Митчелл
- 2001 Deauville Film Festival — CineLive Award — Джон Кэмерон Митчелл; Critics Award — Джон Кэмерон Митчелл; Grand Special Prize — Джон Кэмерон Митчелл
- 2001 Gijon International Film Festival — Best Actor — Джон Кэмерон Митчелл
- 2001 Montreal Comedy Festival — Special Jury Prize
- 2001 Austin Gay & Lesbian International Film Festival — Best Feature
- 2001 Provincetown International Film Festival — Best Feature
- 2001 San Francisco International Film Festival — Audience Award for Best Narrative Feature
- 2001 San Francisco Lesbian & Gay Film Festival — Best First Feature — Джон Кэмерон Митчелл
- 2001 Seattle International Film Festival — Best Actor (Джон Кэмерон Митчелл)
- 2001 Stockholm International Film Festival — Honorable Mention
- 2002 Phoenix Film Critics Society Awards — Best Use of Previously Published or Recorded Music
- 2002 Кинофестиваль «Аутфест» — Best Performance by an Actor in a Leading Role — Джон Кэмерон Митчелл, Best Performance by an Actress in a Supporting Role — Miriam Shor
- 2002 Florida Film Critics Circle Awards — Best Songs; Newcomer of the Year — Джон Кэмерон Митчелл
- 2002 Glitter Awards — Best Feature voted by U.S/International Gay Film Festivals and U.S. Gay Press
- 2002 GLAAD Media Awards — Outstanding Film (Limited Release)
- 2002 Chlotrudis Awards — Best Actor — Джон Кэмерон Митчелл